# Chamaesphecia atramentaria
Chamaesphecia atramentaria is een vlinder uit de familie wespvlinders (Sesiidae), onderfamilie Sesiinae.
De wetenschappelijke naam van de soort is voor het eerst geldig gepubliceerd door Zukowsky in 1950. De soort komt voor in het Neotropisch gebied.